# Championat der Mutterväter in Großbritannien und Irland

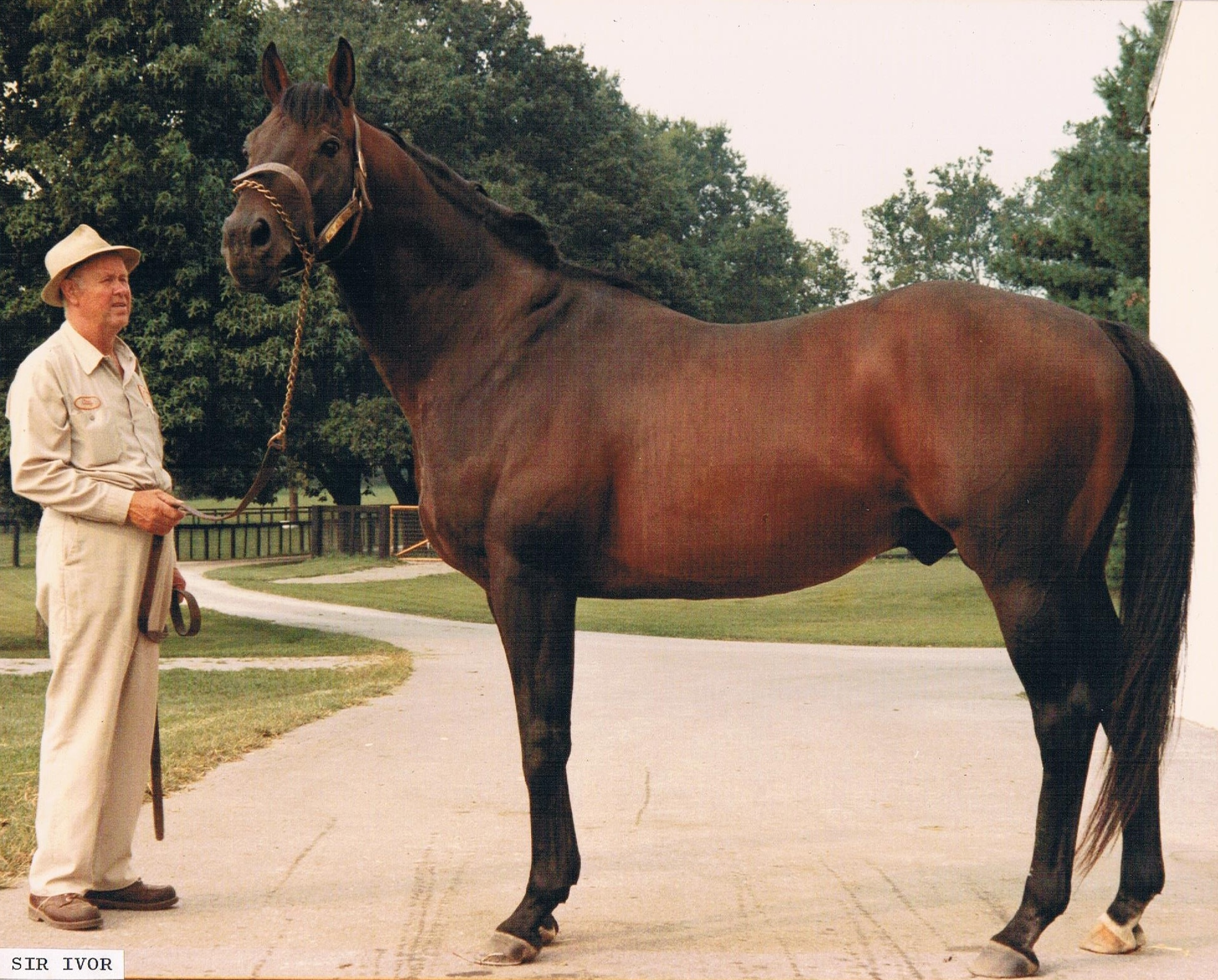
Sir Ivor, Champion der Mutterväter 1983

Das Championat der Mutterväter in Großbritannien und Irland (englisch leading broodmare sire in Great Britain and Ireland) ist im Pferderennsport eine jährliche Auszeichnung für den erfolgreichsten Vater von Zuchtstuten. Dabei handelt es sich nicht unmittelbar um einen sportlichen Wettkampf, sondern das siegreiche Vaterpferd wird anhand einer Statistik über die von den Nachkommen seiner Töchter (Enkel) gewonnenen Rennpreise (Preisgelder in Rennen) ermittelt.
In der Hengstliste werden die Champions der Mutterväter in Großbritannien und Irland seit 1899 aufgeführt. Die Champions der Mutterväter sind die Hengste, welche die Zuchtstuten gezeugt haben, die in einem bestimmten Jahr am erfolgreichsten waren. Der Erfolg einer Zuchtstute wird anhand der Preisgelder bewertet, welche die Nachkommen der Stute während des Beobachtungszeitraums gewannen.
Die Hengstliste führte am häufigsten Sadler’s Wells (7) und St. Simon (6) an.
- 1899 – Galopin
- 1900 – Hampton
- 1901 – Bend Or
- 1902 – Bend Or
- 1903 – St. Simon
- 1904 – St. Simon
- 1905 – St. Simon
- 1906 – St. Simon
- 1907 – St. Simon
- 1908 – Gallinule
- 1909 – Galopin
- 1910 – Galopin
- 1911 – Gallinule
- 1912 – Isinglass
- 1913 – Gallinule
- 1914 – Persimmon
- 1915 – Persimmon
- 1916 – St. Simon
- 1917 – Beppo
- 1918 – Gallinule
- 1919 – Persimmon
- 1920 – Gallinule
- 1921 – Cyllene
- 1922 – William the Third
- 1923 – Sundridge
- 1924 – St. Frusquin
- 1925 – Bayardo
- 1926 – Tredennis
- 1927 – Chaucer
- 1928 – Farasi (1)
- 1929 – Farasi (2)
- 1930 – Sunstar
- 1931 – Gainsborough
- 1932 – Swynford
- 1933 – Chaucer
- 1934 – By George
- 1935 – Friar Marcus
- 1936 – Buchan
- 1937 – Phalaris
- 1938 – Hurry On
- 1939 – Stefan the Great
- 1940 – Buchan
- 1941 – Phalaris
- 1942 – Phalaris
- 1943 – Solario
- 1944 – Hurry On
- 1945 – Hurry On
- 1946 – Fairway
- 1947 – Fairway
- 1948 – Hyperion
- 1949 – Solario
- 1950 – Solario
- 1951 – Fair Trial
- 1952 – Nearco
- 1953 – Donatello II
- 1954 – Blue Peter
- 1955 – Nearco
- 1956 – Nearco
- 1957 – Hyperion
- 1958 – Mieuxce
- 1959 – Bois Roussel
- 1960 – Bois Roussel
- 1961 – Big Game
- 1962 – Big Game
- 1963 – Ambiorix
- 1964 – Arctic Prince
- 1965 – Tom Fool
- 1966 – Big Game
- 1967 – Hyperion
- 1968 – Hyperion
- 1969 – Arctic Prince
- 1970 – Bull Page
- 1971 – Princequillo
- 1972 – Prince Chevalier
- 1973 – Honeys Alibi
- 1974 – Crepello
- 1975 – Worden
- 1976 – Worden
- 1977 – Victoria Park
- 1978 – Hardicanute
- 1979 – Hornbeam
- 1980 – High Hat
- 1981 – Val de Loir
- 1982 – Vaguely Noble
- 1983 – Sir Ivor
- 1984 – Bold Reason
- 1985 – Graustark
- 1986 – Thatch
- 1987 – Habitat
- 1988 – Blushing Groom
- 1989 – Bustino
- 1990 – High Top
- 1991 – Master Derby
- 1992 – Northfields
- 1993 – High Top
- 1994 – Habitat
- 1995 – Blushing Groom
- 1996 – Habitat
- 1997 – Nureyev
- 1998 – High Line
- 1999 – Miswaki
- 2000 – Rahy
- 2001 – Miswaki
- 2002 – Darshaan
- 2003 – Rainbow Quest
- 2004 – Rainbow Quest
- 2005 – Sadler’s Wells
- 2006 – Sadler’s Wells
- 2007 – Sadler’s Wells
- 2008 – Sadler’s Wells
- 2009 – Sadler’s Wells
- 2010 – Sadler’s Wells
- 2011 – Sadler’s Wells
- 2012 – Danehill (1)
- 2013 – Darshaan
- 2014 – Danehill (2)
- 2015 – Danehill (3)
- 2016 – Danehill Dancer
- 2017 – Pivotal (1)
- 2018 – Pivotal (2)
- 2019 – Pivotal (3)[1]
- 2020 – Galileo (1)[2]
- 2021 – Galileo (2)
- 2022 – Galileo (3)